# Tropicalia (låt)
Tropicalia är en låt av alternativ rock-artisten Beck. Låten kom med på hans album Mutations släppt 3 november 1998 och var även släppt som den första av tre singlar från albumet den 7 december samma år.
Låten har spelats live totalt 121 gånger av Beck, men har ej spelats live sen september 2014.